# Humboldt (Kulturzeitschrift)
Humboldt ist die Kulturzeitschrift des Goethe-Instituts, die den Dialog zwischen Deutschland und Lateinamerika sowie Spanien und Portugal mitgestaltet und fördert. Humboldt beschäftigt sich mit Themen des geistigen und kulturellen Lebens dies- und jenseits des Atlantiks. Jede Ausgabe widmet sich einem bestimmten Schwerpunkt, darunter etwa Migration, Jugend, Fußball oder Religion.

## Erscheinungsweise und Verbreitung
Erstmals 1958 herausgegeben, erscheint die Publikation dreimal jährlich in zwei Sprachfassungen: in Spanisch und in brasilianischem Portugiesisch.
Die kostenlos verfügbare Zeitschrift ist für Kulturinstitute, Mittlerorganisationen, Bibliotheken und Universitäten bestimmt, die sie einem breiteren Publikum zugänglich machen können, sowie für Personen, die im kulturellen oder journalistischen Bereich aktiv sind und insofern eine Multiplikatorfunktion haben.
Darüber hinaus präsentiert sich die Zeitschrift im Internet. Dort werden ausgewählte Artikel der Printausgabe in spanischer, portugiesischer und auch deutscher Sprache online zum Download angeboten.
Zu ihren ersten Chefredakteuren gehörte der Diplomkaufmann und Journalist Werner Karsunky (1916–1988).

## Autoren
Zahlreiche Autoren, Intellektuelle, Künstler und Fotografen aus dem lateinamerikanischen und dem deutschen Sprachraum, daneben aber auch internationale Stimmen, kommen zu Wort. Es wurden unter anderem Beiträge von den Autoren Antonio Skármeta, Guillermo Fadanelli, Wilhelm Genzano, Carlos Franz, Fabio Morábito sowie Bilder der wichtigsten deutschen Fotografen Andreas Gursky, Thomas Demand und Thomas Struth veröffentlicht. Darüber hinaus publizierten Jürgen Partenheimer, Ulrich Beck, Joachim Gauck, Ottmar Ette, Janaína Teles, Elisabeth Jelin, Wolf Biermann sowie Navid Kermani.